# فریتیوف نیلسون پیراتن
فریتیوف نیلسون پیراتن (انگلیسی: Fritiof Nilsson Piraten؛ ‏ ۴ دسامبر ۱۸۹۵ – ۳۱ ژانویهٔ ۱۹۷۲) نویسنده و وکیل اهل سوئد بود.
از فیلم‌ها یا مجموعه‌های تلویزیونی که وی در آن‌ها نقش داشته‌است، می‌توان به بُمبی بیت و من اشاره نمود.